# Великоглумчанська сільська рада
Великоглумчанська сільська рада (Велико-Глумчанська сільська рада) — колишня адміністративно-територіальна одиниця та орган місцевого самоврядування у Городницькому і Ємільчинському районах Коростенської, Волинської округ, Київської й Житомирської областей УРСР та України з адміністративним центром у с. Велика Глумча.

## Населені пункти
Сільській раді підпорядковувались населені пункти:
- с. Велика Глумча
- с. Лука
- с. Малоглумчанка

## Населення
Кількість населення сільської ради, станом на 1924 рік, становила 3 244 особи.
Відповідно до результатів перепису населення 1989 року, кількість населення ради, станом на 12 січня 1989 року, становила 744 особи.
Станом на 5 грудня 2001 року, відповідно до перепису населення України, кількість мешканців сільської ради становила 613 осіб.

## Склад ради
Рада складалась з 12 депутатів та голови.

## Керівний склад сільської ради
| ПІБ                             | Основні відомості                                                                                  | Дата обрання | Дата звільнення |
| ------------------------------- | -------------------------------------------------------------------------------------------------- | ------------ | --------------- |
| Петришина Наталія Володимирівна | Сільський голова, 1964 року народження, освіта, позапартійна                                       | 26.03.2006   | 31.10.2010      |
| Мосійчук Віктор Андрійович      | Сільський голова, 1983 року народження, освіта вища, член Всеукраїнського об'єднання «Батьківщина» | 31.10.2010   |                 |

Примітка: таблиця складена за даними джерела

## Історія
Утворена 23 лютого 1924 року, відповідно до рішення Волинської ГАТК (протокол № 7/2 «Про зміни меж округів, районів та сільрад»), через перенесення адміністративного центру Малоглумчанської сільської ради Ємільчинського району до с. Велика Глумча та перейменуванням її на Великоглумчанську, у складі сіл Велика Глумча, Володимирівка, Забаро-Давидівка, Мала Глумча, хутора Глумчанський та урочищ Вовківня й Кривоспит. 30 жовтня 1924 року с. Забаро-Давидівка відійшло до складу новоствореної Забаро-Давидівської сільської ради Ємільчинського району. 21 жовтня 1925 року с. Мала Глумча відійшло до складу відновленої Малоглумчанської сільської ради. З 20 березня 1926 року до 13 липня 1927 року с. Володимирівка перебувало в складі Забаро-Давидівської сільської ради.
Станом на 17 грудня 1926 року в підпорядкуванні ради значаться хутори Вишеньки та Лука. Станом на 1 жовтня 1941 року в складі ради числиться х. 61-й кілометр; урочища Вишеньки, Вовківня та Кривоспит не перебувають на обліку населених пунктів.
Станом на 1 вересня 1946 року сільрада входила до складу Городницького району Житомирської області, на обліку в раді перебували с. Велика Глумча та хутори Володимирівка, Глумчанський (згодом — с. Дібрівка), Лука, Малоглумчанський.
11 серпня 1954 року до складу ради повернулось с. Забаро-Давидівка ліквідованої Забаро-Давидівської сільської ради Городницького району. 5 березня 1959 року села Володимирівка, Дібрівка та Забаро-Давидівка відійшли до складу Кочичинської сільської ради Ємільчинського району.
Станом на 1 січня 1972 року сільська рада входила до складу Ємільчинського району Житомирської області, на обліку в раді перебували села Велика Глумча, Лука та Малоглумчанка.
Припинила існування 14 листопада 2017 року через об'єднання до складу Ємільчинської селищної територіальної громади Ємільчинського району Житомирської області.
Входила до складу Ємільчинського (7.03.1923 р., 28.11.1957 р.) та Городницького (22.02.1928 р.) районів.